# Aetheling
Nell'Inghilterra anglosassone, il titolo di Ætheling (o nelle grafie alternative Aetheling, Atheling, Etheling), raramente italianizzato in Atelingo, indicava un soggetto appartenente a una famiglia reale e suscettibile di succedere al re. 
Aetheling è un lemma composto da altri due, inglese antico e sassone antico, aethele, æþele o (a)ethel, significanti nobile famiglia e -ing, ossia appartenente a.
Aetheling è, anche, correlato etimologicamente a lemmi moderni tedeschi Adel, nobilità, e adelig o adlig, nobile.
Spesso, nell'XI secolo, il termine ha assunto il significato attuale di principe.
Nell'XI secolo il termine era ancora usato nel suo significato originario e in questo senso fu usato per Guglielmo figlio di Enrico I d'Inghilterra, detto appunto Guglielmo Aetheling